# Вулиця Старий Поділ (Тернопіль)
Вулиця Старий Поділ — одна з вулиць центральної частини міста Тернополя, його давня південна межа.

## Відомості
У давнину (XVI—XVII ст.) вздовж нинішньої вулиці Старий Поділ проходила межа міста (південна). До 11 липня 2022 року вулицю було названо на честь Григорія Танцорова.
Розпочинається від Площі Героїв Євромайдану, простує довший час, перетинаючись із вулицями Маркіяна Шашкевича та Михайла Паращука, паралельно до вулиці Руської, на перехресті з якою й закінчується.
Дотична вулиця одна — лівобічна — Торговиця.
Рух автотранспорту по вулиці — двосторонній, дорожне покриття — асфальт. На перехресті з вулицею Паращука встановлено знаки «Стоп» і «Виїзд на дорогу з одностороннім рухом». На перехресті з вулицею Шашкевича встановлено знаки «Дати дорогу» і «Виїзд на дорогу з одностороннім рухом».

## Установи, організації
- Комунальне підприємство «Тернопільводоканал» (вул. Старий Поділ, 7)[5]
- Навчальний корпус № 5 Тернопільського національного технічого університету імені Івана Пулюя (вул. Старий Поділ, 2)[6]
- Пункт прийому візових анкет (вул. Старий Поділ, 14)[7]

### Сквер
На початку вулиці є Сквер Волонтерів пам'яті Віктора Гурняка.